# 風見章子
風見 章子（かざみ あきこ、1921年〈大正10年〉7月23日 - 2016年〈平成28年〉9月28日）は、日本の女優。群馬県富岡市出身。本名は中村 フサ（なかむら - ）。最終所属先は放映新社。

## 来歴・人物
1936年、芸事が好きな父の勧めでエノケン一座に入団。
1937年に日活のオーディションに合格。
1939年に公開された内田吐夢監督映画『土』で主役に抜擢された。
1940年代後半からは松竹・新東宝・東映などの映画にも出演し、1960年代前後からテレビドラマでも活動を開始。
2000年、『忘れられぬ人々』で第22回ナント三大陸映画祭主演女優賞を受賞。
2010年8月4日、東京・池袋の新文芸坐で開催された『映画監督内田吐夢没後40年回顧 「命一コマ」 巨匠・内田吐夢の全貌』のトークショーに出演。
90歳を超えても現役で活動していた。
1960年代から1970年代にかけては母親役が多かったために「日本のお母さん」と認知されていた。
趣味は絵手紙。夫と死別し、8歳年下の妹とマンションに同居。息子はアメリカで暮らしており、ひ孫もいる。
2016年9月28日、老衰の為、逝去。95歳没。

## 受賞
- 第5回日本映画批評家大賞 ： ゴールデン・グローリー賞（1995年）
- 第22回ナント三大陸映画祭 ： 主演女優賞 『忘れられぬ人々』（2000年）
- 第25回山路ふみ子映画賞 ： 映画功労賞 『忘れられぬ人々』（2001年）
- 第61回毎日映画コンクール ： 特別賞（2006年）

## 出演

### 映画
- 時代の霧（1937年、日活） ‐ 小間使・お秋 役
- 汐風の乙女（1939年、日活）
- 若い花（1939年、日活）
- 土（1939年、日活） - おつぎ 役
- 日の丸音頭（1939年、日活）
- 姉さんのお嫁入り（1939年、日活）
- 若き感情（1939年、日活）
- 幸福の窓（1940年、日活）
- 沃土万里（1940年、日活）
- 女は泣かず（1940年、日活）
- 人情ぐるま（1940年、日活）
- 女性の罠（1940年、日活）
- 春ひらく（1940年、日活）
- 歴史 第一部 動乱戊辰（1940年、日活）
- 歴史 第二部 焦土建設（1940年、日活）
- 歴史 第三部 黎明日本（1940年、日活）
- 米若の妻（1940年、日活）
- 風の又三郎（1940年、日活）
- 生活の歓び（1940年、日活）
- 現代日本（1940年、満映）
- 幸福の鏡（1941年、日活）
- 女性新装（1941年、南旺）
- 潜水艦1号（1941年、日活） - 飯塚芳枝 役
- 笑ひの快速隊（1941年、日活）
- 愛の一家（1941年、日活）
- 母なき家の母（1941年、日活）
- 山荘の怪事件（1941年、日活）
- 母子草（1942年、松竹）
- 鳥居強右衛門（1942年、松竹）
- ふるさとの風（1943年、松竹）
- 家（1943年、松竹）
- 暖き風（1943年、松竹）
- 愛機南へ飛ぶ（1943年、松竹）
- 海軍（1943年、松竹） ‐ 谷マツエ 役
- 間諜海の薔薇（1945年、東宝）
- 千日前附近（1945年、松竹）
- 喜劇は終りぬ（1946年、松竹）
- お笑い週間 恋はやさし（1946年、松竹）
- 女性の勝利（1946年、松竹）
- 朗らか週間 第二話 十万円の夢（1946年、松竹）
- 鍵を握る女（1946年、松竹）
- 天下の御意見番を意見する男（1947年、大映）
- 三本指の男（1947年、東映） ‐ 久保（一柳）春子 役
- オリオン星座（1948年、大映）
- 小原庄助さん（1949年、新東宝） ‐ おのぶ 役
- また逢う日まで（1950年、東宝） - 田島正子 役
- 女医の診察室（1950年、新東宝）
- 銀座三四郎（1950年、新東宝） ‐ 立花マリエ 役
- いつの日君帰る（1950年、新東宝）
- 君と行くアメリカ航路（1950年、新東宝）
- その人の名は云えない（1951年、東宝）
- 月よりの母（1951年、新東宝）
- めし（1951年、東宝） ‐ 富安せい子 役
- やくざ大名（1956年、東映）
- ふり袖捕物帖 ちりめん駕籠（1957年、東映）
- 鳳城の花嫁（1957年、東映） - おしづ 役
- 仇討崇禅寺馬場（1957年、東映）
- 二宮尊徳の少年時代（1957年、東映）
- 爆音と大地（1957年、東映） - 政代 役
- どたんば（1957年、東映） ‐ 野田キク 役
- 朝晴れ鷹（1957年、東映）
- 警視庁物語 夜の野獣（1957年、東映） - 山田夫人 役
- 月の話奇談 変幻胡蝶の雨（1958年、東映）
- 変幻胡蝶の雨・月の輪族の逆襲（1958年、東映）
- 千両獅子（1958年、東映）
- 点と線（1958年、東映） ‐ 「海風荘」の女将 役
- 森と湖のまつり（1958年、東映） ‐ 大岩絹子 役
- 風雲児 織田信長（1959年、東映） ‐ 各務野 役
- 大いなる旅路（1960年、東映） ‐ 岩見ゆき子 役
- 不敵なる脱出（1961年、東映）
- 宮本武蔵（1961年、東映） - お吟 役
- 反逆児（1961年、東映） ‐ 楓 役
- 江戸っ子奉行 天下を斬る男（1961年、東映）
- はだかっ子（1961年、東映） - 吉井夫人（章の母） 役
- 若者たちの夜と昼（1962年、東映）
- 民謡の旅・桜島 おてもやん（1962年、東映）
- 白い熱球（1963年、東映） - 若山カズエ 役
- 新吾二十番勝負 完結篇（1963年、東映） ‐ おかね 役
- 海軍（1963年、東映）
- 五番町夕霧楼 (1963年の映画)（1963年、東映） - 夕子の母 役
- 夢のハワイで盆踊り（1963年、東映） - 風間友子 役
- 鮫（1964年、東映）
- 二十一歳の父（1964年、松竹） - 酒匂延子 役
- 飢餓海峡（1965年、東映） - 樽見敏子 役
- 赤ひげ（1965年） ‐ まさえの母 役
- 網走番外地（1965年、東映） - 橘秀子（実母） 役
- おはなはん 第1部 / 第2部（1966年、松竹）
- 湖の琴（1966年、東映） - 女中頭・たつ 役
- 限りある日を愛に生きて（1967年、大映）
- 花の宴（1967年、松竹） ‐ 滝たつ 役
- 夕笛（1967年、日活）
- 続・男はつらいよ（1969年、松竹） - お澄 役
- 赤頭巾ちゃん気をつけて（1970年、東宝） ‐ 庄司薫の母 役
- 新幹線大爆破（1975年、東映） - 富田靖子の母 役
- 春琴抄（1976年） - しげ 役
- キンキンのルンペン大将（1976年、東映） ‐ 道子の母 役
- トラック野郎・一番星北へ帰る（1978年、東映） ‐ 北見うめ 役
- 夏服のイヴ（1984年、東宝) ‐ 桜井加代 役
- 修羅の群れ（1984年、東映） ‐ 中田しずえ 役
- 男はつらいよ 寅次郎真実一路（1984年、松竹） - 和代（ふじ子の母） 役
- 夢千代日記（1985年） - 渡辺タマエ 役
- はいからさんが通る（1987年） ‐ 伊集院夫人 役
- 木村家の人びと（1988年） - 雨宮ミツ 役
- 砂の上のロビンソン（1989年） ‐ 山崎たき 役
- オーロラの下で（1990年） - 源蔵の母 役
- 仔鹿物語（1991年） - 坂口里枝 役
- 眠る男（1996年） - たけ 役
- 忘れられぬ人々（2000年） ※第22回ナント三大陸映画祭で主演女優賞を受賞。
- 突入せよ! あさま山荘事件（2002年） - 内田の母 役
- ぷりてぃ・ウーマン（2003年） - 室田梅子 役
- ミラーを拭く男（2004年） - 真下節 役
- Deep Love アユの物語（2004年） - 山下玉枝（おばあちゃん） 役
- 理由（2004年） ‐ 北畠智恵子 役
- 待合室（2005年） - 綾織フミ 役
- TAKI183（2006年） - スルメ婆 役
- ハヴァ、ナイスデー（2006年）
- 転々（2007年）
- スイートリトルライズ（2010年） - 君枝 役
- ハーメルン（2013年） - 綾子先生（リツコの母） 役
- すーちゃん まいちゃん さわ子さん（2013年） - 林静江 役

### テレビドラマ
- わんぱく四銃士（1959年、NET）
- 松本清張シリーズ・黒い断層 第45回「氷雨」（1961年、TBS）
- 少年ケニヤ（1961年 - 1962年、NET）- 村上博士夫人 役
- 喜びも悲しみも幾歳月（1965年、TBS） - 吉本まさ 役
- おやじ太鼓（1968年、TBS） - 鶴亀愛子 役
- 鬼平犯科帳 第二シリーズ（1971年 - 1972年、NET） - 久栄
- 細うで繁盛記（1970年 - 1974年、YTV） - 関口せつ 役
- 刑事くん（1971年 - 1976年、TBS） - 三神はる 役
- 泣くな青春 第3話「長く遠い道」（1972年、CX）
- おやじ山脈（1972年 - 1973年、TBS） - 鶴愛子 役
- おもちゃ屋ケンちゃん（1973年 - 1974年、TBS） - おばあさん 役
- 火曜日の女シリーズ 男と女と（1973年、NTV / 国際放映）- 水木隆司の母 役
- 白い滑走路（1974年、TBS）
- 事件狩り 第12話「真実の愛は哀しく美しい」（1974年、TBS）
- 水もれ甲介 第18話「受験シーズンの幽霊」（1975年、NTV） - 堀内信子 役
- ちょっといい姉妹 第22話（1981年、TBS）
- 東芝日曜劇場（TBS）
  - 第988回 「式場の微笑」（1975年）
  - 第1024回 手帳（1976年）
  - 第1505回 東京の秋（前編）家族ふたつ（1985年） - 村川夫人
  - 第1506回 東京の秋（後編）愛、けれど-（1985年） - 村川夫人
- 俺たちの旅 第30話「ふられ男が旅に出ました」（1976年、NTV）
- 江戸の旋風II（1976年、CX）
- 水戸黄門（TBS）
  - 第6部 第17話「若君替玉作戦 ‐松山‐」（1975年7月21日） - 信夫
  - 第7部 第27話「真実に命をかけて -松本-」（1976年11月22日） - たつ
  - 第8部 第8話「骨身にこたえた母の愛 -吉田-」（1977年9月5日） - お杉
  - 第9部 第27話「三国一の嫁騒動 -水戸-」（1979年2月5日） - 律
  - 第12部 第21話「湯気に隠れた悪企み -山中-」（1982年1月18日） - お滝
  - 第14部
    - 第17話「天下無敵の女棋士 -天童-」（1984年2月20日） - おりつ
    - 第35話「陰謀暴いた鳴門の渦潮 -淡路島-」（1984年6月25日） - 初音
- 大江戸捜査網（東京12ch）
  - 第303話「緊急指令! 人質を救出せよ」（1977年） - 香月の奥方
  - 第461話「人情 男涙の恩返し」（1980年） - おしげ
- Gメン'75 第107話「俺のスーパーカーの葬式」(1977年、TBS) - 仁科明の母
- 特捜最前線（ANB） - 船村香代 役
  - 第34話「コルト22口径の沈黙」（1977年）
  - 第40話「初指令・北北東に急行せよ!」（1978年）
  - 第94話「恐怖のテレホン・セックス魔!」（1979年）
  - 第106話「完全犯罪・ナイフの少女!」（1979年）
  - 第127話「裸の街I・首のない男!」（1979年）
  - 第128話「裸の街II・最後の刑事!」（1979年）
- 破れ奉行 第34話「難波屋おきたが二人いた!」（1977年、ANB） - お政
- 気まぐれ本格派（NTV） - 涼子の母
  - 第4話「ワン・ダフル花嫁さん」（1977年11月16日）
  - 第26話「結婚写真を撮らないで!!」（1978年5月3日）
- ゆうひが丘の総理大臣 第26話「総理先生しっかりして!」（1978年、NTV） - 鍋島の妻
- 遠山の金さん 第2シリーズ 第11話「大奥からの黒い影」（1979年、ANB / 東映） - 常緑院
- ゆるしません! 第7話「嘘つきお婆ちゃんと私」（1980年、KTV） - 浜村
- 三日間（1982年10月10日、TBS） - 北山しま
- 大奥 第8話「偽れる唇」・第13話「子連れ将軍と五人の女」（1983年、KTV） - 多聞
- 宇宙刑事シャリバン 第14話「連続夢魔におびえる億万長者」（1983年、ANB） - 加賀美ギン
- ザ・サスペンス 松本清張のゼロの焦点（1983年、TBS） - 禎子の母 役
- おしん（1983年 - 1984年、NHK） - ふみ 役
- 事件記者チャボ! 第21話「チャボもビックリ! ツッパリじいさん…?」（1984年、NTV） - 板垣静子 役
- ニュードキュメンタリードラマ昭和 松本清張事件にせまる 第9回「芥川龍之介の自殺」（1984年、ANB）
- 遠山の金さん 第1シリーズ 第107話「浴槽の死美人・怨みの琴をひく女!」（1984年、ANB / 東映）
- 大岡越前（TBS）
  - 第9部 第5話「忠相を慕う女」（1985年11月25日） - 田鶴
  - 第10部 第5話「呪われた相続殺人事件」（1988年3月28日） - おちか
  - 第13部 第1話（1992年11月16日） - 聖徳院
- 深夜にようこそ（1986年） - 芳賀リン 役
  - 第1回
  - 第2回
  - 第4回
- 暴れん坊将軍シリーズ（ANB）
  - 暴れん坊将軍II 第138話「お城を拾ったどら娘!」（1986年） - お千代
  - 暴れん坊将軍III 第46話「おイモを生んだ目安箱」（1988年） - お徳
- 現代怪奇サスペンス（KTV）
  - 怖い贈り物（1986年）
  - 誘惑～京都嵯峨野（1986年）
- ザ・ハングマンV 「みなしご小学生が大金持ちにさせられる!」（1986年 テレビ朝日） - 浅野弥生 役
- 妻たちの課外授業II（1986 - 1987年） - 小西鈴子 役
- さよならママ（1987年、TBS）
- 江戸を斬るVII 第24話「伜は天下の町奉行」（1987年、TBS） - 多加
- 銀河テレビ小説
  - 素晴らしき帰郷（1988年、NHK）- 野宮とみ 役
- 長七郎江戸日記 第2シリーズ「おふくろの味」（1988年、NTV）
- 年末時代劇スペシャル「五稜郭」（1988年12月30日、12月31日、日本テレビ） - 佐藤たき 役
- 必殺スペシャル・春一番 仕事人、京都へ行く 闇討人の謎の首領!（1989年3月30日、ABC） - おろく 役
- 名奉行 遠山の金さん 第2シリーズ 第3話「風呂屋の亭主が謎の連続心中」（1989年6月8日、ANB / 東映） - 曽乃 役
- ハロー!グッバイ 第3話「危険な刑事」（1989年、NTV）
- 八百八町夢日記（1989年 - 1990年・1992年、NTV） - 八田はな 役
- 世にも奇妙な物語
  - 「親切すぎる家族」（1990年） - 市村節子 役
  - 「カウントダウン」（1990年）
  - 「まだ恋は始まらない 」（1991年） - 相川恵美 役
- 裸の大将 第40話「清と夢のチューリップ」（1990年、KTV/フジテレビ）
- 妻たちの劇場 昔みたい（1991年、CX）
- まさか、私が（1991年、THK）
- 家政婦は見た!10（1992年、ANB）
- 新・三匹が斬る 第9話「逃げた女、産めよふやせ悲しき子宝奉行」（1992年10月22日、ANB / 東映） - 杉乃
- 白鳥麗子でございます!（1993年、CX） - 白鳥蝶子 役
- 運命の森（1994年、THK） - 北里芙佐恵 役
- 火曜サスペンス劇場 女検事・霞夕子2罪深き血（1994年8月16日、NTV）
- 土曜ワイド劇場 女教師殺し（1995年4月29日、ANB） - 立花ふみ 役
- ひよこたちの天使（1996年、TBS）
- ウルトラマンティガ 第25話「悪魔の審判」（1996年、MBS） - ミウラ・ヨリエ 役
- 月曜ドラマスペシャル早乙女千春の添乗報告書3草津湯けむりツアー殺人事件（1996年、TBS）
- 事件・市民の判決（1996年、TX）
- ラブの贈りもの2（1997年、TBS）
- 土曜ドラマ（NHK）
  - 女たちの帝国（1997年） - 沢田秋代 役
- 金曜エンタテイメント 左手に告げるなかれ（1997年12月、CX）
- じんべえ（1998年、CX）
- 天国に一番近い男（1999年、TBS） ‐ 結城節子 役
- はぐれ刑事純情派（1999年、ANB） - 内田光代 役
- ツインズな探偵1（1999年、CX） - 高千穂志保 役
- ショムニ 第2シリーズ（2000年、CX）
- 手塚治虫劇場 るんは風の中（2000年、ANB）
- 月曜ミステリー劇場 上条麗子の事件推理1（2001年、TBS）
- 女と愛とミステリー 優雅な悪事1（2001年3月、TX） - 島崎春江 役
- 精霊流し〜あなたを忘れない〜（2002年、NHK）
- 伝説のマダム（2003年、NTV） - 初島愛子 役
- ぼくの魔法使い（2003年、NTV）
- 一番大切な人は誰ですか?（2004年、NTV）
- オレンジデイズ（2004年、TBS）
- 久本ドラマ（2004年、CX）
- 水曜ミステリー9 さすらい署長 風間昭平3（2005年、TX） ‐ 田中登美子 役
- 土曜ワイド劇場 火の粉（2005年） - 梶間曜子 役
- DRAMA COMPLEX 恍惚の人（2006年、NTV） - 立花春代 役
- あんどーなつ（2008年、TBS） - 安藤たみ 役
- 華和家の四姉妹（2011年、TBS）

### 演劇・ビデオ・ラジオ・CM
演劇
- 吉幾三特別公演 ゆきぐにへ…
- 島倉千代子特別公演 花の九段坂

ビデオ
- ダウンタウン・ガールズ（1991年）
- 超少女マリア（1991年） - おトキ
- 超少女マリア 最期の戦い（1991年） - おトキ
- ウルトラセブン 模造された男（1999年） - カネミツ・タツ

バラエティ
- SMAP×SMAPコント「ご長寿早押しバンザイ」（フジテレビ） - 回答者。

ラジオ
- 大沢悠里のゆうゆうワイド（TBSラジオ） - ゲスト。2009年9月2日

CM
- KDD
- パラマウントベッド
- 介護付有料老人ホームメリィハウス

## 書籍
著書
- 『風見章子の思い出を、あげて、もらって』（栄光出版社、2009年8月） ISBN 978-4754101169

関連書籍
- 『日本映画スチール集　日活多摩川篇』（石割平／円尾敏郎・編、ワイズ出版、2001年）